# 郑玉红
郑玉红（1958年—），浙江衢州人，汉族，中华人民共和国政治人物、第十二届全国人民代表大会浙江地区代表。
毕业于黑龙江省畜牧兽医学校兽医专业，加入九三学社。2013年，被选为全国人大代表。